# Bataille de 'Ndondakusuka
Guerre civile zoulou de 1856
La bataille de 'Ndondakusuka est livrée le 2 décembre 1856 au KwaZulu-Natal en Afrique du Sud, pendant la guerre civile zoulou de 1856. Ce conflit oppose les princes Cetshwayo kaMpande et Mbuyazi kaMpande pour déterminer qui sera l'héritier du trône occupé par leur père le roi Mpande. Cetshwayo soutenu par ses partisans les uSuthu, remporte une victoire décisive sur son frère Mbuyazi et ses fidèles, les iziQoza (ou iziGkoza) et s'empare de facto du royaume zoulou, Mpande ne conservant plus guère de ses prérogatives royales que le titre de roi  et cela jusqu'à son décès qui survient pour causes naturelles en 1872. Mbuyazi est tué lors des combats avec la majeure partie de sa faction.

## Sources
- (en) Ian Knight, The anatomy of the Zulu army from Shaka to Cetshwayo 1818-1879, Greenhill Books, 2001,  (ISBN 1-85367-363-3)
- (en) Ian Knight, Great Zulu battles, 1838-1906, Edison, N.J, Castle Books, 2003, 224 p. (ISBN 978-0-785-81569-3)
- (en) Laband, The rise & fall of the Zulu nation, London New York, NY, USA, Arms and Armour Press Distributed in the USA by Sterling Pub, 1997 (1re éd. 1995), 517 p. (ISBN 978-1-854-09421-6)